# Александра Марињина
Александра Марињина (рус. Александра Маринина; Лавов, 16. јуна 1957) је псеудоним најпопуларније руске списатељице детективских прича Марине Анатољевне Алексејеве.

## Биографија
Рођена је у Лавову, у Украјинској ССР, у породици правника. Живела је у Лењинграду до 1971. године и од тада живи у Москви. Дипломирала је право на Московском државном универзитету Ломоносов 1979. године.
Од 1979. до 1998. радила је у истраживачким и образовним јединицама министарства унутрашњих послова Руске Федерације. Проучавала је личност криминалаца са аномалијама менталитета и злочинаца који су починили поновљена насилна кривична дела, докторирајући 1986. Одустала је од полиције у фебруару 1998. како би се сво време посветила писању. Пре отказа, у полицији имала је чин потпуковника.
Марињина је почела да пише 1991. године, када је заједно са колегом Александром Горкином написала детективску причу која је објављена у часопису Militsiya. У децембру 1992. године завршила је свој први роман Стицај околности који је, такође, објављен 1993. у часопису Militsiya.
Написала је преко тридесет романа, објављена у преко седамнаест милиона примерака и преведена на преко двадесет језика. Већина њених романа има заједничког главног лика, Анастасију Каменску. Телевизијска серија Каменскаја, која је направљена на основу Александриних романа, приказан је на националној руској телевизији, као и у Летонији, Литванији, Украјини, Пољској, Немачкој и Француској.
Марињина је добила неколико награда. Године 1995. примила је награду Министарства унутрашњих послова Русије за најбољу књигу о раду руске полиције, за књиге Смрт због смрти и Игра на туђем терену. Била је призната као писац године на московском међународном сајму књига 1998. године на основу продаје књига 1997. године, а од часописа Огоњок добила је награду за успех године 1998.